# Phoebe Plummer
Phoebe Plummer, née le 26 septembre 2001 est une militante britannique pour le climat, queer et non binaire. En octobre 2022, Anna Holland et elle jettent de la soupe de tomates sur un tableau de Vincent van Gogh à la National Gallery de Londres afin de protester contre notre dépendance aux combustibles fossiles et ses conséquences sur l'état de la planète. En septembre 2024, elle est condamnée par la justice britannique à purger une peine de deux ans d’emprisonnement.

## Biographie

### Enfance et formation
Phoebe Plummer naît en 2001 et grandit à deux pas de King's Road, dans une maison cossue de Chelsea. Elle suit des études privées dans l'école St Mary's School à Ascot et fréquente ensuite le Mander Portman Woodward College de Londres pour étudier chimie, informatique et mathématiques. Grâce à ses bonnes notes, elle obtient une place à l'Université de Manchester pour étudier l'informatique, mais elle arrête ses études pour intégrer un cursus d'anthropologie sociale à l'Université SOAS de Londres.

### Activisme
Phoebe Plummer prend conscience de la gravité du dérèglement climatique en 2019, à la lecture d'un rapport du Groupe d’experts intergouvernemental sur l’évolution du climat déclarant que le réchauffement de la planète de 2 degrés Celsius entraînerait des souffrances ou la mort de millions de personnes, le monde devenant nettement moins habitable.
Elle participe alors à des marches pour le climat mais considère les manifestations de masse comme un palliatif à ses peurs personnelles plutôt que comme une force de changement. Elle intègre donc en août 2022, en pleine canicule dévastatrice, l'organisation de lutte contre le changement climatique Just Stop Oil, qui réclame l'arrêt de l'exploitation des hydrocarbures au Royaume-Uni.
Une semaine après son adhésion, elle est déjà emprisonnée trois fois, dont deux pour avoir contribué à désactiver des pompes à essence dans des stations-service de Londres.
En octobre 2022, elle est arrêtée pour dommages criminels et intrusion aggravée après qu'elle et une amie - Anna Holland - ont jeté de la soupe aux tomates Heinz sur Les Tournesols de Vincent Van Gogh à la National Gallery. Le tableau n’est pas endommagé car il est protégé par une vitre mais son cadre doré du XVIIe siècle est très légèrement abîmé,.
Elle est la première à jeter un liquide sur un célèbre tableau afin de réclamer l’arrêt de tout nouveau projet pétrolier. Dans une vidéo tournée pendant l’action, Phoebe Plummer interpelle l'auditoire : « Qu’est-ce qui vaut le plus, l’art ou la vie ? Vaut-il plus que la nourriture ? Plus que la justice ? Êtes-vous plus préoccupé par la protection d’un tableau ou par la protection de notre planète et de ses habitants ? ». La soupe utilisée symbolise les conserves distribuées par les banques alimentaires aux millions de Britanniques impactés par la crise énergétique provoquée par la hausse des prix des combustibles fossiles.
En novembre 2023, elle participe à une marche lente, qui provoque des embouteillages dans l’ouest de Londres. Elle est condamnée à trois mois de prison.
En septembre 2024, à l'âge de 23 ans, elle est condamnée à deux ans de prison ferme par la justice britannique pour avoir jeté de la sauce tomate sur le tableau de Vincent Van Gogh en octobre 2022. Afin de protester contre cette peine jugée disproportionnée, une heure après l’annonce de sa condamnation, trois militants de Just Stop Oil aspergent de soupe deux tableaux de Van Gogh à la National Gallery de Londres, dont celui déjà ciblé en 2022. Le 7 mars 2025, elle est déboutée lors du procès en appel.

### Vie privée
Phoebe Plummer s'identifie comme queer et non binaire mais se présente comme une femme et utilise les pronoms elle ou iel.